# Medida armónica

La medida armónica es la distribución resultante del movimiento browniano

En matemáticas, especialmente en teoría del potencial, la medida armónica es un concepto relacionado con la teoría de las funciones armónicas que surge de la solución del problema de Dirichlet clásico. En teoría de la probabilidad, la medida armónica de un subconjunto del límite de un dominio acotado en un espacio euclídeo {\displaystyle R^{n}}, {\displaystyle n\geq 2} es la probabilidad de que un movimiento browniano iniciado dentro de un dominio llegue a ese subconjunto del límite. De manera más general, la medida armónica de una difusión de Itō X describe la distribución de X cuando alcanza el límite de D. En el plano complejo, la medida armónica se puede utilizar para estimar el módulo de una función analítica dentro de un dominio D dados los límites del módulo en la frontera del dominio. Un caso especial de este principio es el teorema de los tres círculos de Hadamard. En dominios planos simplemente conexos, existe una estrecha relación entre la medida armónica y la teoría de la transformación conforme.
El término medida armónica fue introducido por Rolf Nevanlinna en 1928 para dominios planos, aunque el propio Nevanlinna señala que la idea apareció implícitamente en trabajos anteriores de Johansson, F. Riesz, M. Riesz, Carleman, Ostrowski y Julia (orden original citado). La conexión entre la medida armónica y el movimiento browniano fue identificada por primera vez por Kakutani diez años después, en 1944.

## Definición
Sea D un dominio abierto y acotado en un espacio euclídeo n-dimensional Rn, n ≥ 2, y sea ∂D el límite de D. Cualquier función continua f : ∂D → 'R determina una función armónica Hf única que resuelve el problema de Dirichlet
{\displaystyle {\begin{cases}-\Delta H_{f}(x)=0,&x\in D;\\H_{f}(x)=f(x),&x\in \partial D.\end{cases}}}
Si un punto x ∈ D es fijo, por el teorema de representación de Riesz-Markov-Kakutani y el principio del máximo Hf(x) determina una medida de probabilidad ω (x, D) en ∂D dada por
{\displaystyle H_{f}(x)=\int _{\partial D}f(y)\,\mathrm {d} \omega (x,D)(y).}
La medida e(x, D) se llama medida armónica (del dominio D con polo en x).

## Propiedades
- Para cualquier subconjunto de Borel E de ∂D, la medida armónica omega;(x, D)(E) es igual al valor en x de la solución al problema de Dirichlet con datos de frontera iguales a la función indicatriz de E.
- Para D y E fijos ⊆ ∂D, ω(x, D)( E) es una función armónica de x ∈ D y

{\displaystyle 0\leq \omega (x,D)(E)\leq 1;}
{\displaystyle 1-\omega (x,D)(E)=\omega (x,D)(\partial D\setminus E);}
Por lo tanto, para cada x y D, ω(x, D) es una medida de probabilidad en ∂D.
- Si ω(x, D)(E) = 0 incluso en un solo punto x de D, entonces {\displaystyle y\mapsto \omega (y,D)(E)} es idénticamente cero, en cuyo caso se dice que E es un conjunto de medida armónica cero. Esta es una consecuencia de la desigualdad de Harnack.

Dado que normalmente no se dispone de fórmulas explícitas para la medida armónica, es interesante determinar las condiciones que garantizan que un conjunto tenga medida armónica cero.
- Teorema de F. y M. Riesz:[4] Si {\displaystyle D\subset \mathbb {R} ^{2}} es un dominio plano simplemente conexo limitado por una curva rectificable (es decir, si {\displaystyle H^{1}(\partial D)<\infty }), entonces la medida armónica es mutuamente absolutamente continua con respecto a la longitud del arco: para todo {\displaystyle E\subset \partial D}, {\displaystyle \omega (X,D)(E)=0} si y solo si {\displaystyle H^{1}(E)=0}.
- Teorema de Makarov:[5] Sea {\displaystyle D\subset \mathbb {R} ^{2}} un dominio plano simplemente conexo. Si {\displaystyle E\subset \partial D} y {\displaystyle H^{s}(E)=0} para algún {\displaystyle s<1}, entonces {\displaystyle \omega (x,D)(E)=0}. Además, la medida armónica en D es mutuamente singular con respecto a la medida de Hausdorff de dimensión t para todo t > 1.

- Teorema de Dahlberg:[6] Si {\displaystyle D\subset \mathbb {R} ^{n}} es un dominio de Lipschitz acotado, entonces la medida armónica y la medida de Hausdorff (n − 1)-dimensional son mutuamente absolutamente continuas: para todo {\displaystyle E\subset \partial D}, {\displaystyle \omega (X,D)(E)=0} si y solo si {\displaystyle H^{n-1}(E)=0}.

## Ejemplos

Medida armónica en dominios planos simplemente conexos

- Si {\displaystyle \mathbb {D} =\{X\in \mathbb {R} ^{2}:|X|<1\}} es el disco unitario, entonces la medida armónica de {\displaystyle \mathbb {D} } con polo en el origen es una medida de longitud en el círculo unitario normalizada para ser una probabilidad, es decir, {\displaystyle \omega (0,\mathbb {D} )(E)=|E|/2\pi } para todos los {\displaystyle E\subset S^{1}} donde {\displaystyle |E|} denota la longitud de {\displaystyle E}.
- Si {\displaystyle \mathbb {D} } es el disco unitario y {\displaystyle X\in \mathbb {D} }, entonces {\displaystyle \omega (X,\mathbb {D} )(E)=\int _{E}{\frac {1-|X|^{2}}{|X-Q|^{2}}}{\frac {dH^{1}(Q)}{2\pi }}} para todos los {\displaystyle E\subset S^{1}}, donde {\displaystyle H^{1}} denota la medida de longitud en el círculo unitario. La derivada de Radon-Nikodym {\displaystyle d\omega (X,\mathbb {D} )/dH^{1}} se denomina núcleo de Poisson.
- De manera más general, si {\displaystyle n\geq 2} y {\displaystyle \mathbb {B} ^{n}=\{X\in \mathbb {R} ^{n}:|X|<1\}} son la bola unitaria de n dimensiones, entonces la medida armónica con el polo en {\displaystyle X\in \mathbb {B} ^{n}} es {\displaystyle \omega (X,\mathbb {B} ^{n})(E)=\int _{E}{\frac {1-|X|^{2}}{|X-Q|^{n}}}{\frac {dH^{n-1}(Q)}{\sigma _{n-1}}}} para todos los {\displaystyle E\subset S^{n-1}}, donde {\displaystyle H^{n-1}} denota la medida de la superficie (medida de Hausdorff (n −&nbsp. 1)-dimensional) en la esfera unitaria {\displaystyle S^{n-1}} y {\displaystyle H^{n-1}(S^{n-1})=\sigma _{n-1}}.
- Si {\displaystyle D\subset \mathbb {R} ^{2}} es un dominio plano simplemente conectado delimitado por una curva y X{\displaystyle \in }D, entonces {\displaystyle \omega (X,D)(E)=|f^{-1}(E)|/2\pi } para todos los {\displaystyle E\subset \partial D} donde {\displaystyle f:\mathbb {D} \rightarrow D} es la aplicación de Riemann única que hace corresponder el origen a X, es decir. {\displaystyle f(0)=X}. Véase el teorema de Carathéodory.
- Si {\displaystyle D\subset \mathbb {R} ^{2}} es el dominio delimitado por el copo de nieve de Koch, entonces existe un subconjunto {\displaystyle E\subset \partial D} del copo de nieve de Koch tal que {\displaystyle E} tiene longitud cero ({\displaystyle H^{1}(E)=0}) y medida armónica completa {\displaystyle \omega (X,D)(E)=1}.

## Medida armónica de una difusión
Considérese una difusión de Ito X con valor Rn que comienza en algún punto x en el interior de un dominio D, con la ley Px . Supóngase que se desea conocer la distribución de los puntos en los que X sale de D. Por ejemplo, el movimiento browniano canónico B en la recta real que comienza en 0 sale del intervalo (−1, +1) en −1 con probabilidad ½ y en +1 con probabilidad ½, por lo que B' 'τ(−1, +1) está distribuida uniformemente en el conjunto −1, +1.
En general, si G es embebido compacto dentro de Rn, entonces la medida armónica (o distribución de impacto) de X en el límite ∂G de G es la medida μGx definida por
{\displaystyle \mu _{G}^{x}(F)=\mathbf {P} ^{x}{\big [}X_{\tau _{G}}\in F{\big ]}}
para x ∈ G y F ⊆ ∂G.
Volviendo al ejemplo anterior del movimiento browniano, se puede demostrar que si B es un movimiento browniano en R'n comenzando en x ∈ Rn y D ⊂ Rn es un bola centrada en x, entonces la medida armónica de B en ∂D  es invariante bajo todos los movimiento de rotación de D alrededor de x y coincide con la medida superficial normalizada en ∂D.